# Asociación Deportiva Ramonense
Maillots
L'Asociación Deportiva Ramonense est un club de football costaricien basé à San Ramón.

## Anciens joueurs
- Luis Gabelo Conejo
- Rodrigo Kenton
- William Sunsing